# 'Ndrina Giacobbe
La 'ndrina Giacobbi è una cosca malavitosa o 'ndrina della zona di Borgia alleata con la Cosca dei Gaglianesi in Calabria.

## Organizzazione
Membri
- Antonino Giacobbi, capobastone (deceduto).

Dopo la morte del "padrino", secondo le forze dell'ordine coordinate dalla DDA di Catanzaro, l'organizzazione è passata nelle mani dei Passafaro. Nella zona marina invece i referenti criminali rimangono i Pilò-Cossari.